# Amphoe Non Suwan
Amphoe Non Suwan (Thai: อำเภอโนนสุวรรณ) ist ein Landkreis (Amphoe – Verwaltungs-Distrikt) im Westen der Provinz Buri Ram. Die Provinz Buri Ram liegt in der Nordostregion von Thailand, dem so genannten Isan. 

## Geographie
Benachbarte Distrikte (von Norden im Uhrzeigersinn): die Amphoe Nong Ki, Nang Rong und Pakham der Provinz Buri Ram sowie Amphoe Soeng Sang in der Provinz Nakhon Ratchasima.

## Geschichte
Non Suwan wurde am 1. April 1991 zunächst als „Zweigkreis“ (King Amphoe) eingerichtet, indem vier Tambon vom Amphoe Nang Rong abgetrennt wurden. 
Am 8. September 1995 wurde er zum Amphoe heraufgestuft.

## Verwaltung

### Provinzverwaltung
Der Landkreis Non Suwan ist in vier Tambon („Unterbezirke“ oder „Gemeinden“) eingeteilt, die sich weiter in 56 Muban („Dörfer“) unterteilen.
| Nr. | Name           | Thai     | Muban | Einw. |
| --- | -------------- | -------- | ----- | ----- |
| 1.  | Non Suwan      | โนนสุวรรณ | 17    | 7.151 |
| 2.  | Thung Changhan | ทุ่งจังหัน   | 14    | 5.777 |
| 3.  | Krok Kaeo      | โกรกแก้ว  | 12    | 5.874 |
| 4.  | Dong I Chan    | ดงอีจาน   | 13    | 5.978 |

### Lokalverwaltung
Es gibt zwei Kommunen mit „Kleinstadt“-Status (Thesaban Tambon) im Landkreis:
- Non Suwan (Thai: เทศบาลตำบลโนนสุวรรณ) bestehend aus den Teilen der Tambon Non Suwan, Krok Kaeo.
- Krok Kaeo (Thai: เทศบาลตำบลโกรกแก้ว) bestehend aus Teilen des Tambon Krok Kaeo.

Außerdem gibt es drei „Tambon-Verwaltungsorganisationen“ (องค์การบริหารส่วนตำบล – Tambon Administrative Organizations, TAO):
- Non Suwan (Thai: องค์การบริหารส่วนตำบลโนนสุวรรณ) bestehend aus Teilen des Tambon Non Suwan.
- Thung Changhan (Thai: องค์การบริหารส่วนตำบลทุ่งจังหัน) bestehend aus dem kompletten Tambon Thung Changhan.
- Dong I Chan (Thai: องค์การบริหารส่วนตำบลดงอีจาน) bestehend aus dem kompletten Tambon Dong I Chan.